# Реммерт, Адольф Александрович
Адо́льф Алекса́ндрович Ре́ммерт (нем. Adolf Alexander Remmert; 1835—1902) — главный военно-медицинский инспектор, начальник Главного военно-медицинского управления Российской армии, почётный лейб-медик Двора Его Императорского Величества, доктор медицины, действительный тайный советник.
Отец А. А. Реммерта (1861—1931), генерал-лейтенанта флота, одного из пионеров радиосвязи.

## Биография
Родился 14 (26) июля 1835 года в Санкт-Петербурге в семье провизора Александра Ивановича Реммерта. В 1853 году окончил в Санкт-Петербурге Ларинскую гимназию и поступил в Императорскую медико-хирургическую академию, закончил её курс в 1858 году и в 1872 году получил в ней же звание доктора медицины, защитив диссертацию «К вопросу о раздвоении матки» (СПб.: Тип. Императорской академии наук, 1872. — 60 с.). Занимал должности ординатора детской Елисаветинской клинической больницы (1859—1862), врача детского приюта Его Императорского Высочества Принца Ольденбургского (1862—1865) и внештатного ординатора при родильном госпитале Императорского повивального института в 1859—1865 гг. В 1866 г. был участковым врачом по борьбе с холерой в Нарвской части Петербурга, работал ординатором в холерном приюте.
В 1867 году был определён врачом при детях великого князя Михаила Николаевича, который был наместником Кавказа, где и продолжилась служба Реммерта. В 1872 году он был назначен управляющим медицинской частью гражданского ведомства на Кавказе и в Закавказском крае и занимал эту должность до 1887 года. В 1877 году, с началом русско-турецкой войны, был командирован в главную квартиру кавказской армии для принятия мер по призрению раненых и больных; в следующем году назначен главным начальником санитарно-ассенизационных отрядов на линии Тифлис — Александровск — Карс — Эрзерум, затем военно-медицинским инспектором Кавказского военного округа и исправляющим должность полевого военно-медицинского инспектора кавказской армии. Занимался устройством бальнеологических курортов минеральных вод Абастумана (Абастумани) и Боржоми, был первым начальником Управления минеральных вод Кавказа (с 1869 года) Министерства внутренних дел.
1 января 1878 года произведён в действительные статские советники. В 1882 году назначен почётным лейб-медиком Двора Его Императорского Величества.
30 августа 1884 года произведён в тайные советники.
В сентябре 1887 года был назначен главным военно-медицинским инспектором Российской армии и возглавил Главное военно-медицинское управление, которое существенно реорганизовал, создав ветеринарное отделение, санитарно-статистическую и мобилизационную части, имеющие статус отделов управления. Открыл химико-бактериологическую лабораторию при учёном комитете. Организовал центральное учреждение (Завод военно-врачебных заготовлений с химико-фармакологической и бактериологической лабораториями) по снабжению армии в мирное и военное время медикаментами, хирургическими инструментами и перевязочными средствами. Занимал эту должность до 1902 года.
1 января 1898 года произведён в действительные тайные советники.
Умер 26 июля (8 августа) 1902 года в Абастумане Ахалцихского уезда Тифлисской губернии (ныне посёлке Абастумани Адигенского муниципалитета Грузия). Похоронен в склепе около парка Абастуманских минеральных вод Тифлисской губернии.

## Награды
Российские
- Орден Святого Станислава 2-й степени с императорской короной (1868)[5]
- Орден Святой Анны 2-й степени (1870)[5]
- Орден Святого Владимира 3-й степени (1874)[5]
- Орден Святого Станислава 1-й степени с мечами (1878)[6]
- Орден Святой Анны 1-й степени (1880, за организацию новых госпиталей на Кавказе)
- Орден Святого Владимира 2-й степени (1889)[7]
- Орден Белого орла (1893)
- Орден Святого Александра Невского (14 мая 1896 года); бриллиантовые знаки к ордену (1 января 1901)
- Знак отличия беспорочной службы за XL лет (1900)[8]

Иностранные
- Орден Звезды Эфиопии (1896 год, от эфиопского императора Менелика II) за успешную организацию работы миссии Российского Общества Красного Креста в Африке)
- Орден Почётного легиона (Франция)
- Орден Красного орла (Пруссия)

За успешную деятельность по борьбе с эпидемиями и благоустройству на Юго-Востоке России он имел звание «почётного старика Торгинской станицы Забайкальского казачьего войска».